# Josep Puig Torné
Josep Puig Torné (Sarral, 9 de desembre de 1929 - Barcelona, 3 de juny de 2020) va ser un arquitecte i urbanista format a l'Escola Tècnica Superior d'Arquitectura de Barcelona. Soci, en diferents etapes de la seva carrera professional, amb Antoni Bonet i Castellana, Josep Maria Esquius o la seva filla Elisa Puig.
En el seu corpus creatiu destaquen edificis com la seu del diari Tele/eXpres, amb la col·laboració de l'escultor Josep M. Subirachs, l'edifici Mediterrani, a Barcelona, el Canòdrom de la Meridiana o la reforma del cinema Comèdia a Barcelona. També la coneguda com «Sèrie dels triangles» amb elements a la Costa Daurada i Costa Brava. Dins del seu catàleg s'inclou el monument a les Homilies d'Organyà, la reforma del Poble Vell de Súria o l'edifici Renault de Tarragona, entre d'altres.